# Ekvádorská hymna
Hymna Ekvádoru je píseň ¡Salve, Oh Patria! (česky Sláva naše vlasti!). V roce 1865 napsal na vyžádání ekvádorského senátu básník Juan León Mera text. Hudbu složil Antonio Neumane. Oficiálně ale byla hymna přijata až 29. září 1948.
Hymna se skládá z refrénu a 6 slok z nichž se při oficiálních příležitostech zpívá pouze refrén (začátek a konec) a 2. sloka.

## Oficiální text

### Refrén
¡Salve, Oh Patria, mil veces! ¡Oh Patria,
gloria a ti! Y a tu pecho rebosa
gozo y paz, y tu frente radiosa
más que el sol contemplamos lucir.

### 1. sloka
Indignados tus hijos del yugo
que te impuso la ibérica audacia,
de la injusta y horrenda desgracia
que pesaba fatal sobre ti,
santa voz a los cielos alzaron,
voz de noble y sin par juramento,
de vengarte del monstruo sangriento,
de romper ese yugo servil.

### 2. sloka
Los primeros los hijos del suelo
que, soberbio, el Pichincha decora
te aclamaron por siempre señora
y vertieron su sangre por ti.
Dios miró y aceptó el holocausto,
y esa sangre fue germen fecundo
de otros héroes que, atónito, el mundo
vio en tu torno a millares surgir.

### 3. sloka
Cedió al fin la fiereza española,
y hoy, oh Patria, tu libre existencia
es la noble y magnífica herencia
que nos dio el heroísmo feliz:
de las manos paternas la hubimos,
nadie intente arrancárnosla ahora,
ni nuestra ira excitar vengadora
quiera, necio o audaz, contra si.

### 4. sloka
De esos héroes el brazo de hierro
nada tuvo invencible la tierra
y del valle a la altísima sierra
se escuchaba el fragor de la lid;
tras la lid la victoria volaba,
libertad tras el triunfo venía,
y al león destrozado se oía
de impotencia y despecho rugir

### 5. sloka
Nadie, oh Patria, lo intente. Las sombras
de tus héroes gloriosos nos miran
y el valor y el orgullo que inspiran
son augurios de triunfos por ti.
Venga el hierro y el plomo fulmíneo,
que a la idea de guerra y venganza
se despierta la heroica pujanza
que hizo al fiero español sucumbir.

### 6. sloka
Y si nuevas cadenas prepara
la injusticia de bárbara suerte,
¡gran Pichincha! prevén tú la muerte
de la Patria y sus hijos al fin;
hunde al punto en tus hondas entrañas
cuando existe en tu tierra; el tirano
huelle solo cenizas y en vano
busque rastro de ser junto a ti.